# Jüdischer Friedhof (Dobruška)
Koordinaten: 50° 17′ 52,2″ N, 16° 9′ 48,2″ O

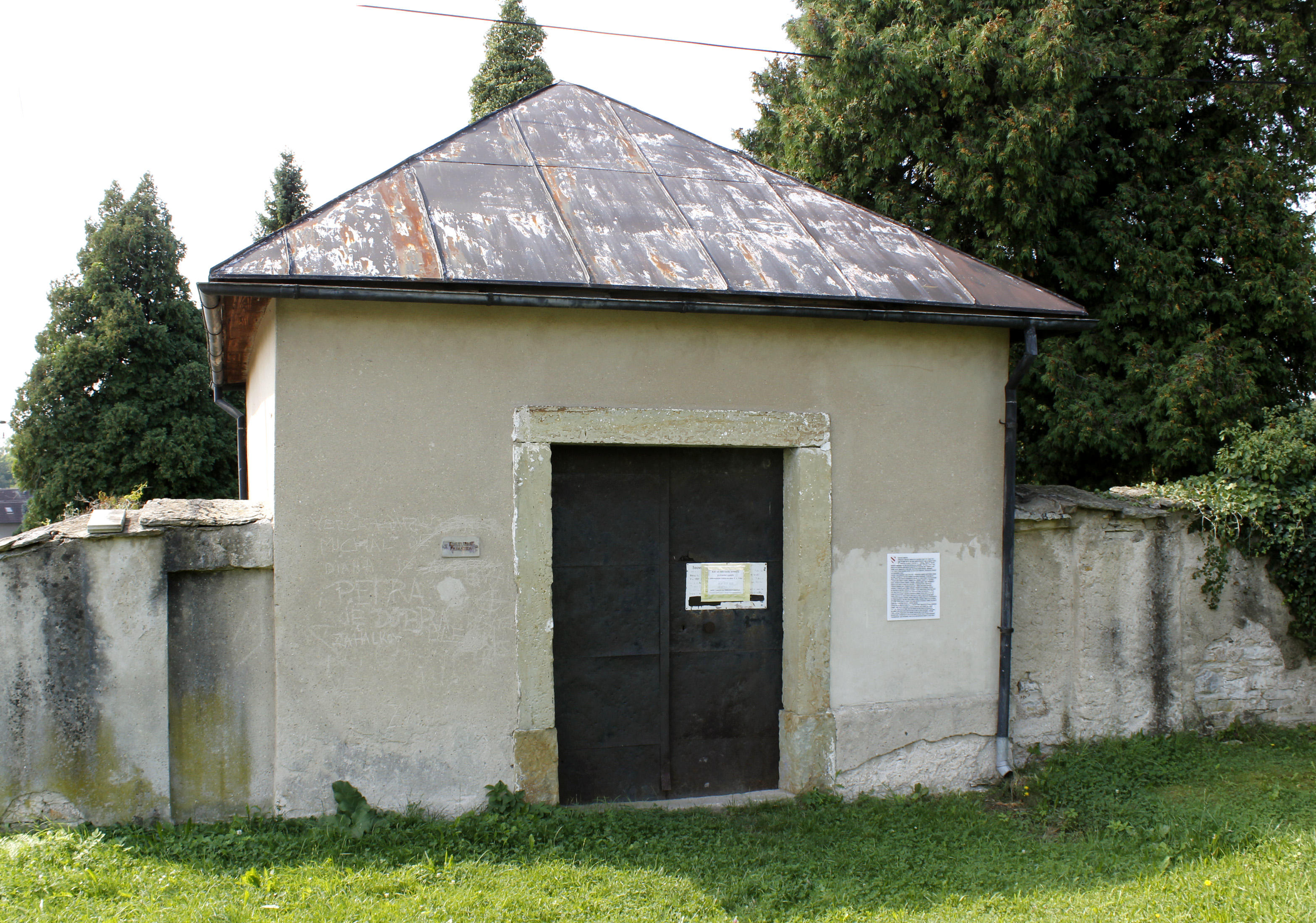
Eingang zum jüdischen Friedhof in Dobruška

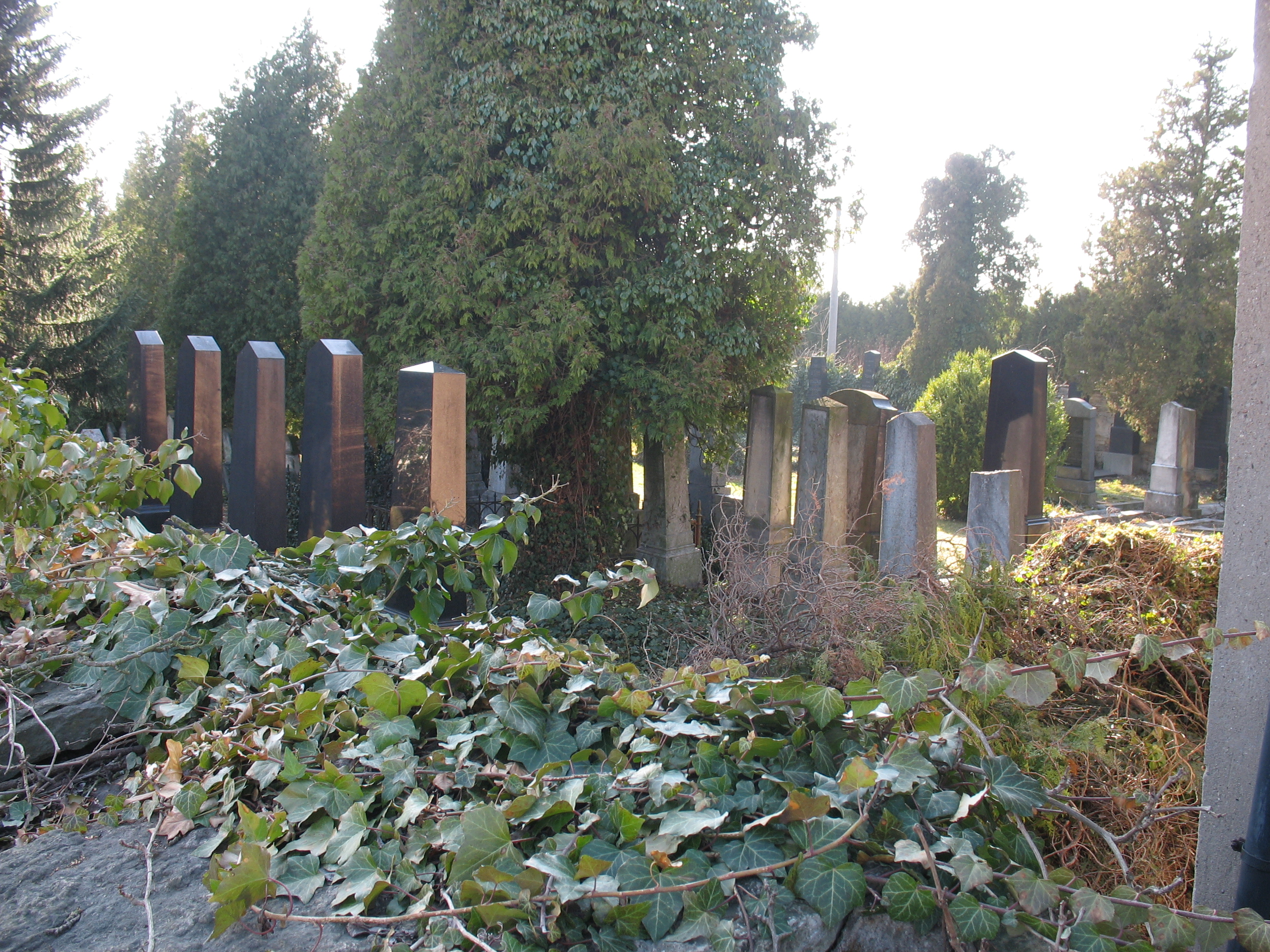
Gräber

Der Jüdische Friedhof in Dobruška (deutsch Gutenfeld), einer tschechischen Stadt im Bezirk Rychnov nad Kněžnou in der Region Královéhradecký kraj, wurde Ende des 17. Jahrhunderts errichtet. Der jüdische Friedhof an der Křovická-Straße ist seit 1958 ein geschütztes Kulturdenkmal.
Heute sind noch circa 250 Grabsteine auf dem Friedhof vorhanden.